# Успение Богородично (Лазарадес)
Вижте пояснителната страница за други значения на Успение Богородично.
„Успение на Пресвета Богородица“ (на гръцки: Κοίμησης Θεοτόκου) е православна църква, енорийски храм на кожанското село Лазарадес, Егейска Македония, Гърция, част от Сервийската и Кожанска епархия. Представлява трикорабна базилика с трем от западната и южната страна.
Храмът е построен в 1857 година. В 1981 година старата порутена камбанария е разрушена и е построена нова.
Храмът има здрави подпори от северната страна. Има три надписа – два в нишата над южния вход, един от които е с името на зографа и годината 1883. В интериора има прост дървен иконостас с икони от 1853 година. Стари фрески са запазени единствено в светилището, а останалата част на храма е изписана в 1994 година. Иконите на иконостаса са с дати 1858 и 1871 година.
Църквата пострадва от голямото земетресение в района в 1995 година.
В 1996 година църквата е обявена за защитен паметник.
- Фреска от църквата
- Фреска от църквата